# Arutani jezik
Arutani jezik (aoaqui, auake, auaqué, awake, oewaku, orotani, uruak, urutani; ISO 639-3: atx), jezik Auaké Indijanaca kojim govori četrdesetak ljudi na području Venezuele u državi Bolivar i u Brazilu u državi Roraima.
Nekada se smatrao samostalnom jezičnom porodicom (auake), a danas kao dio šire porodice Arutani-Sape koja obuhvaća i jezik sapé kojim govore Kaliána Indijanci.
U upotrebi je i Ninam [shb], jezik kojim govore istoimeni Indijanci Ninam među kojima se Auake danas tope. Prijeti mu opasnost od izumiranja.

## Vanjske poveznice
- Ethnologue (14th)
- Ethnologue (15th)